# Нимме (Рідала)
Ни́мме (ест. Nõmme küla) — село в Естонії, у волості Рідала повіту Ляенемаа.

## Населення
Чисельність населення на 31 грудня 2011 року становила 26 осіб.

## Географія
Село лежить на березі протоки Вяйнамері.
Поблизу населеного пункту проходить автошлях 9 (Еесмяе — Хаапсалу — Рогукюла).

## Історія
З 1998 року село відновлено як окремий населений пункт.